# Сироче (филм из 2009)
Сироче (енгл. Orphan) амерички је психолошки хорор филм из 2009. године. Режију потписује Жауме Колет Сера, по сценарију Дејвида Леслија Џонсона и причи Алекса Мејса. Главне улоге глуме Вира Фармига, Питер Сарсгард, Изабел Ферман, Си Си Ејч Паундер и Џими Бенет. Радња је усредсређена на пар који, након смрти свог нерођеног детета, усваја деветогодишњу девојчицу из сиротишта која почиње да показује знаке насилног и узнемирујућег понашања.
Произведен је у међународној копродукцији између САД, Канаде, Немачке и Француске. Продуцирали су га Џоел Силвер и Сузан Дауни, уз Леонарда Дикаприја и Џенифер Дејвисон Килоран. Снимање се одвијало у Канади, тачније у градовима Сент Томас, Торонто, Порт Хоуп и Монтреал.
Премијерно је приказан 21. јула 2009. у Лос Анђелесу, док је 24. јула пуштен у биоскопе у САД, односно 3. септембра у Србији. Добио је помешане критике, док су критичари похвалили црни хумор, мрачне теме и глуму Ферманове, али су критиковали сценарио. Зарадио је 78 милиона долара широм света, у односу на буџет од 20 милиона долара.
Преднаставак, Сироче: Прво убиство, приказан је 2022. године.

## Радња
Трагични губитак нерођеног детета веома је погодио супружнике Кејт и Џона, што се одразило и на њихов брак. Борећи се да створе привид нормалности у својим животима, пар одлучује да усвоји још једно дете. У локалном сиротишту и Џон и Кејт бивају снажно привучени малом Естер. Готово одмах пошто је доведу у свој дом, долази до гомиле упозоравајућих дешавања, што ће натерати Кејт да верује да нешто није у реду са Естер и да је девојчица само на први поглед анђео. Забринута за сигурност своје породице, Кејт покушава да натера Џона и остале да погледају испод Естерине слатке спољашњости. Али, њене опомене нико не примећује, све док можда не постане касно за све.

## Улоге
| Глумац             | Улога                |
| ------------------ | -------------------- |
| Вира Фармига       | Кејт Колман          |
| Питер Сарсгард     | Џон Колман           |
| Изабел Ферман      | Естер                |
| Си Си Ејч Паундер  | сестра Абигејл       |
| Џими Бенет         | Данијел Колман       |
| Марго Мартиндејл   | др Браунинг          |
| Карел Роден        | др Варава            |
| Аријана Енгинир    | Максин „Макс” Колман |
| Роузмери Дансмор   | Барбара Колман       |
| Женел Вилијамс     | сестра Џудит         |
| Лори Ајерс         | Џојс                 |
| Брендан Вол        | детектив             |
| Џејми Јанг         | Бренда               |
| Ландон Норис       | Остин                |
| Мустафа Абделкарим | Тревор               |